# RAndom International
 (novembre 2013).
Si vous disposez d'ouvrages ou d'articles de référence ou si vous connaissez des sites web de qualité traitant du thème abordé ici, merci de compléter l'article en donnant les références utiles à sa vérifiabilité et en les liant à la section « Notes et références ».
 (juin 2025).
La mise en forme du texte ne suit pas les recommandations de Wikipédia : il faut le « wikifier ».
Les points d'amélioration suivants sont les cas les plus fréquents :
- Les titres sont pré-formatés par le logiciel. Ils ne sont ni en capitales, ni en gras.
- Le texte ne doit pas être écrit en capitales (les noms de famille non plus), ni en gras, ni en italique, ni en « petit »…
- Le gras n'est utilisé que pour surligner le titre de l'article dans l'introduction, une seule fois.
- L'italique est rarement utilisé : mots en langue étrangère, titres d'œuvres, noms de bateaux, etc.
- Les citations ne sont pas en italique mais en corps de texte normal. Elles sont entourées par des guillemets français : « et ».
- Les listes à puces sont à éviter, des paragraphes rédigés étant largement préférés. Les tableaux sont à réserver à la présentation de données structurées (résultats, etc.).
- Les appels de note de bas de page (petits chiffres en exposant, introduits par l'outil «  Source ») sont à placer entre la fin de phrase et le point final[comme ça].
- Les liens internes (vers d'autres articles de Wikipédia) sont à choisir avec parcimonie. Créez des liens vers des articles approfondissant le sujet. Les termes génériques sans rapport avec le sujet sont à éviter, ainsi que les répétitions de liens vers un même terme.
- Les liens externes sont à placer uniquement dans une section « Liens externes », à la fin de l'article. Ces liens sont à choisir avec parcimonie suivant les règles définies. Si un lien sert de source à l'article, son insertion dans le texte est à faire par les notes de bas de page.
- La présentation des références doit suivre les conventions bibliographiques. Il est recommandé d'utiliser les modèles {{Ouvrage}}, {{Chapitre}}, {{Article}}, {{Lien web}} et/ou {{Bibliographie}}. Le mode d'édition visuel peut mettre en forme automatiquement les références.
- Insérer une infobox (cadre d'informations à droite) n'est pas obligatoire pour parachever la mise en page.

Pour une aide détaillée, merci de consulter Aide:Wikification.
Si vous pensez que ces points ont été résolus, vous pouvez retirer ce bandeau et améliorer la mise en forme d'un autre article.
rAndom International est un collectif d’art interactif fondé en 2002 par Stuart Wood, Florian Ortkrass et Hannes Koch, trois anciens étudiants du Royal College of Art de Londres. Installé depuis 2005 à Chelsea, leur studio abrite aujourd'hui une équipe de huit artistes aux univers singuliers. Cette diversité de personnes constitue une richesse culturelle et des savoirs techniques dont rAndom International jouit pour agrandir leurs champs d’action et de recherche. L’équipe d’artistes designers réalise des travaux, à la fois pour des marques et des institutions mais aussi dans leur propre trajectoire artistique. 
Depuis ses débuts, rAndom International a réellement changé d’approche, passant de l’objet à l’expérience même. Maintenant leurs œuvres expérimentales prennent vie grâce à l’interaction du visiteur et explorent l’interaction entre les objets inanimés et le public. En confrontant l’humain à l’intelligence artificielle, les créations de rAndom International questionnent le rapport de l’Homme à la technologie dans notre époque numérique.
À l’instar d’Olafur Eliasson, rAndom International travaille essentiellement  avec les éléments naturels comme la lumière, et l’eau. 
En 2010, le collectif reçoit la distinction « Designers of the Future » à Design Mianmi Art Basel et leurs œuvres figurent parmi les collections permanentes du MoMa et du V&A Museum. Récemment créée, leur galerie commence à prendre place dans le territoire du marché de l’art, traditionnellement peu réceptif à la scène digitale.

## Les fondateurs du studio

### Stuart Wood
Stuart Wood (né au Royaume-Uni en 1980) est diplômé du Royal College of Art. Fondateur et directeur de rAndom International, il dirige la mise en œuvre artistique de technologies et collabore avec ses cofondateurs Florian Ortkrass et Hannes Koch sur la direction créative du studio. Ses compétences dans l'ingénierie, l'électronique et les logiciels entre en résonance avec les intérêts du collectif : l'homme, ses actions et ses réactions.

### Florian Ortkrass
Florian Ortkrass (né en Allemagne en 1975) effectue ses études au Royal College of Art.
Diplômé, il s'installe à Londres et travaille pour de grandes entreprises comme Audi, Philips et Pearson Lloyd. Sa pratique au sein du collectif tourne autour de la conception créative des travaux. Avec ses deux associés, il participe à la mise en œuvre physique et fonctionnelle des travaux. Son intérêt soutenu pour les sciences appliquées et le développement cognitif humain alimente l'évolution de nouvelles œuvres ainsi que la culture du studio.

### Hannes Koch
Après ses études au Royal College of Art de Londres, Hannes Koch (né en Allemagne en 1975) entre dans le monde du travail grâce au Studio von Klier puis décroche une place chez MetaDesign. En partageant la direction artistique de rAndom International avec Stuart et Florian, Hannes développe les aspects formels des projets et leur contexte environnant. Il travaille sur la communication des projets, développe de nouvelles pièces et participe au maintien de l'autonomie créative du studio. Son intérêt personnel se tourne actuellement sur les principes sous-jacents de la connaissance et du comportement humain, dont il explore leur relation.

## Les projets
- 2004 - Tape Collection
- 2005 - Pixelroller
- 2005 - Temporary Graffiti / Lightroller
- 2008 - Audience
- 2009 - You Fade To Light
- 2009 - Mirrors
- 2009 - Study For A Mirror
- 2010 - Radius
- 2010 - Amplitude
- 2010 - Swarm Light
- 2010 - Self Portrait
- 2010 - Scenography for Far
- 2011 - Reflex
- 2011 - Duplex
- 2011 - Temporary Printing Machine
- 2011 - Study Of Time
- 2011 - Swarm Study / III
- 2011 - Fly
- 2011 - Study Of You
- 2012 - Future Self
- 2012 - Study of Sunlight Video
- 2012 - Rain Room
- 2012 - McGregor, Richter & Random: choreographic interventions at the Rain Room
- 2013 - Tower: Instant Structure for Schacht XII

## Œuvres emblématiques

### Audience, 2008
Audience est une installation qui met en scène le spectateur face à un champ de miroirs. Lorsque le visiteur chemine entre les miroirs, ces derniers se tournent vers lui et semblent l’observer : nous nous convertissons en médium qui active le système et celui-ci nous oblige à nous observer nous-mêmes. La rétroalimentation entre l’homme et la machine est absolue.

### Rain Room, 2012
Rain Room permet au visiteur de marcher à travers la pluie sans se mouiller, comme si une force invisible le protégeait. Des caméras 3D détectent la position des gens, et par une synchronisation parfaite éteint les buses situées au-dessus du visiteur. Le système fonctionne jusqu’au nombre de six visiteurs et projette plus de 220 litres d’eau par minute.